# Băile Govora
Băile Govora es una ciudad con estatus de oraș de Rumania en el distrito de Vâlcea.

## Geografía
Se encuentra a una altitud de 300 m s. n. m. a 195 km de la capital, Bucarest.

## Demografía
Según estimación 2012 contaba con una población de  habitantes.
| 1948  | 1956  | 1966  | 1977  | 1992  | 2002  | 2012 |
| 1 156 | 1 190 | 2 189 | 2 749 | 3 023 | 2 868 |      |